# تشارلي ليندغرين
تشارلي ليندغرين (بالإنجليزية: Charlie Lindgren)‏ هو لاعب هوكي الجليد أمريكي، ولد في 18 ديسمبر 1993 في ليكفيل في الولايات المتحدة.

## وصلات خارجية
- تشارلي ليندغرين على موقع دوري الهوكي الوطني (الإنجليزية)
- تشارلي ليندغرين على موقع الدوري الأمريكي لهوكي الجليد (الإنجليزية)
- تشارلي ليندغرين على موقع EliteProspects.com (الإنجليزية)
- تشارلي ليندغرين على موقع HockeyDB.com (الإنجليزية)
- تشارلي ليندغرين على موقع Hockey-Reference.com (الإنجليزية)